# 里村隆兼
里村 隆兼（さとむら たかかね）は、戦国時代から江戸時代初期にかけての武将。徳島藩士。尼子氏、織田氏、蜂須賀氏の家臣。通称・太郎右衛門。

## 生涯
徳島藩が編纂作成した藩士それぞれの家系や由緒を記載した「蜂須賀家家臣団家譜」によると、里村太郎右衛門隆兼と云う。隆兼は、立原源太兵衛尉久綱の息子として石見国で誕生し、初名を福屋彦太郎隆兼と称した。尼子義久の家臣となるも、尼子氏滅亡後は織田信長に仕えた。天正10年（1582年）に織田信長が本能寺の変に於いて明智光秀に討たれると播州龍野に身を隠し引き篭っていた。
その後、羽柴秀吉と関係があった父・立原久綱が隆兼の仕官の世話をした事から、蜂須賀家政に仕える事となり、姓名を里村太郎右衛門と改めた。その知行は500石という厚待遇で迎えられており、九州征伐、小田原出兵、朝鮮出兵にも随行し、蜂須賀氏の家臣団の中核を担った。
隆兼は、慶長17年（1612年）5月15日に61歳で父・久綱より先に死去した。
3代目・福屋式右衛門兼連は、本姓を里村から福屋と改めたが、4代目・里村新助兼和は、本姓を福屋から里村に戻した。しかし、5代目・福屋藤兵衛兼尚は、本姓を再び里村から福屋と改めた。5代目以降は、本姓を替える事無く福屋と称して続いている。